# Racist Friend/Bright Lights
Racist Friend en Bright Lights zijn samen de derde single van The Special AKA, een afsplitsing van de Britse skaband The Specials. Beide nummers, die in 1983 werden uitgebracht, zijn geschreven door trompettist Dick Cuthell.

## Achtergrond

### Racist Friend
Racist Friend, gezongen door Rhoda Dakar en Stan Campbell, is een oproep om het contact met racisten - vrienden, familie, of wie dan ook - direct te verbreken, tenzij ze tot inkeer komen. De inspiratie kwam van Specials-oprichter Jerry Dammers die er ineens een hoop kennissen bij kreeg die hem voortdurend opbelden waardoor hij nog maar weinig tijd overhield voor familie en vrienden. Uiteindelijk besloot Dammers dat hij van deze meelopers af wilde; als eerste schrapte hij alle racisten uit zijn adressenboekje. "Voor mij is het niet genoeg dat je tegen racisme bent; je moet het ook laten zien, want anders verandert er niets".                          
De oorspronkelijke versie werd medio 1981 opgenomen, vlak voordat de originele Specials uit elkaar vielen. De gitaarsolo van Roddy Radiation werd gebruikt voor de uiteindelijke opname omdat zijn opvolger John Shipley het niet kon naspelen.  

### Bright Lights
Bright Lights, gezongen door Stan Campbell, rekent af met de naïeve gedachte dat de straten van (de) Londen(se popscene) met goud geplaveid zijn zoals de videoclips van acts als Wham!, Duran Duran en Spandau Ballet doen geloven. Tekenend is het fragment in de videoclip waarin Jerry Dammers als dakloze figureert die uit een boze droom ontwaakt bij een muur met het opschrift BURNT OUT STARS. De tekst leek van toepassing op Campbell die zich een jaar eerder bij Special AKA aansloot; hij had hoge verwachtingen van zijn samenwerking met Jerry Dammers, maar met slechts een zestigste plaats steken in de Britse hitlijsten werden deze niet ingelost. Campbell was diep teleurgesteld, en tegen de tijd dat opvolger Free Nelson Mandela wel een hit werd had hij de band verlaten voor een solocarrière.

## Covers
- The Selecter bij live-concerten.
- The Upbeat op het tribute-album Spare Shells uit 2001
- Naomi Pilgrim in 2017

- They Might Be Giants bracht in 1990 een eigen nummer uit met de soortgelijke titel Your Racist Friend.